# Михайловское (Устюженский район)
Михайловское — село в Устюженском районе Вологодской области.
Входит в состав Устюженского сельского поселения, с точки зрения административно-территориального деления — в Устюженский сельсовет.
Расстояние по автодороге до районного центра Устюжны — 3 км. Ближайшие населённые пункты — Устюжна, Воронино, Романьково, Чесавино.
Население по данным переписи 2002 года — 234 человека (186 мужчин, 48 женщин). Преобладающая национальность — русские (99 %).